# ازومي
ازومي (باليابانية: 泉) يعني «ينبوع» أو «نافورة»، هو اسم معطى واسم كنية يابانية. في حين أنه اسم للجنسين، الا أنه يتم استخدامه بشكل أكثر شيوعا من قبل النساء. يمكن كتابته بشكل بديل ك 泉美, 和泉, 泉水, いずみ  أو  いづみ. الأشخاص الذين يحملون هذا الاسم يشملون:

## كإسم معطى
- ازومي اكي (いずみ, ولدت عام 1960), ممثلة
- ازومي اراي (泉, ولدت عام 1964), الاسم المسرحي مينامي تاكاياما، مؤدية اصوات ومغنية
- ازومي اتشيكاوا (芦川 いずみ, ولدت عام 1935), ممثلة يابانية
- ازومي ايتو (江藤 泉, ولد 1935), مسابق قوارب يابانية
- ازومي هوشي (泉, ولدت 1967), عالمة تبت
- ازومي اناموري (いずみ, ولدت عام 1972), ممثلة

- ازومي كاتو (和, ولدت عام 1990), سباحة يابانية
- ازومي كازوتو (いずみ, ولدت عام 1979), فنانة قصص مصورة يابانية
- ازومي كيمورا (ولدت عام 1973), عازفة بيانو
- ازومي كيريهارا (いづみ), فنانة قصص مصورة يابانية
- ازومي كيتا (いずみ, ولدت عام 1984), ممثلة ومغنية
- ازومي كوباياشي (泉美, ولدت عام 1977), لاعبة غو محترفة
- ازومي ماسانوبو (泉, ولد عام 1944), لاعب كرة قدم سابق
- ازومي ماتسوموتو (泉, ولد عام 1958), الاسم الحقيقي: كازويا تيراشيما، فنان قصص مصورة يابانية
- ازومي موري (泉, ولدت 1982), عارضة وشخصية تلفزيونية
- ازومي موتويا (和泉, ولد 1974), الاسم الحقيقي: موتوهيسا ياماواكي، ممثل كيوغين
- ازومي اوتشياي (泉, ولد 1966), العضو المؤسس للفرقة اليابانية ايون
- ازومي ناكاداي (ولدت 1988), عضوة في فرقة بون بون بلانس
- ازومي ناكاميتسو (泉, ولدت 1963), مسؤولة في الامم المتحدة
- ازومي ساكاي (泉水, 1967–2007), الاسم الحقيقي: ساتشيكو كاماتشي، مغنية
- ازومي شيما (いづみ, ولدت 1953), الاسم الحقيقي: كيكو اشيدا، ممثلة
- ازومي شيمادا (泉 , ولد 1948), عالم علم انسان أمريكي
- ازومي تاباتا (泉 , ولد 1956), عالم صحة، مؤسس بروتوكول تاباتا
- ازومي تاكيموتو (泉 , ولد 1959), فنان قصص مصورة يابانية ورسام
- ازومي تسوباكي (いづみ), فنان قصص مصورة يابانية
- ازومي ياماغوتشي (いづみ), ممثلة
- ازومي يوكوكاوا (泉, ولد 1963), لاعب كرة قدم
- ازومي يوشيدا (吉田 泉, ولد 1949), سياسي ياباني
- ازومي يوكيمورا いづみ), ولدت 1937), مغنية وممثلة
- الاميرة ازومي (泉, توفيت عام 734), كانت اميرة خلال فترة اسوكا وفترة نارا

## كإسم عائلة
- اراتا ازومي (和泉, ولد 1982), لاعب كرة قدم هندي ياباني المولد
- بوب ازومي (ولد 1958), صياد كندي
- هيروشي ازومي (泉, ولد 1982), لاعب جودو وفنون قتالية مختلطة
- ازومي ماكي (رياضية) (和, ولدت 1968), عداءة مسافات طويلة سابقة
- كانييوشي ازومي (和泉), فنانة قصص مصورة يابانية
- كيسوكي ازومي (泉 圭輔, ولد 1977), لاعب بيسبول ياباني
- كيوكا ازومي (泉, 1873–1939), مؤلف
- ماساكي ازومي، لاعب شوجي ياباني
- ماسايوكي ازومي (泉, 1980–2015), ممثل
- ميوكي ازومي (泉), ولدت 1973), لاعبة كرة قدم
- بينكو ازومي (泉, ولدت 1947), الاسم الحقيقي: سايو تاكيموتو (ني اغوتشي), ممثلة ومغنية
- ريكا ازومي (泉, ولدت 1988), عارضة ازياء وعارضة مجلات
- ريوجي ازومي (和泉, ولد 1993), لاعب كرة قدم
- شيغيتشيو ازومي (泉, 1880–1986), سابقا تم التثبت منه من قبل موسوعة غينيس على انه أكبر رجل معمر على الإطلاق لكن قضيته متنازع عليها الآن
- شيكيبو ازومي (和泉, ولد 978), شاعر في منتصف فترة هيان، عضو في «الستة وثلاثون خالد في الشعر»
- سايوكو ازومي (泉, ولدت 1988), مغنية – مؤلفة اغاني
- شيغيرو ازومي (泉 茂, 1922–1995), راسم ياباني وطابع حجري
- شوهي ازومي (和泉, ولد في 1977), ممثل
- شينيا ازومي (泉, ولد في 1937), سياسي
- شيرو ازومي (和泉, ولد 1961), ممثل
- سوجي ازومي (和泉, ولد 1988), ممثل
- سوتارو ازومي (泉, ولد 1992), لاعب كرة قدم
- تاكورا ازومي (泉, ولد 1948), عالم اثار
- توكوجي ازومي (泉, ولد 1939), عضو في المحكمة العليا لليابان

## شخصيات خيالية

### شخصيات لديها هذا الاسم المعطى
- ازومي (شيلي), عضوة في فريق اكوا في الرسوم المتحركة اليابانية بوكيمون
- ازومي اكازاوا، شخصية في آخر
- ازومي كورتيس، شخصية في الخيميائي الفولاذي
- ازومي تشيبا، شخصية في الشخص المهم لي
- ازومي ازوساكي، شخصية في «ايز»
- ازومي كاناي، شخصية في معركة ملكية
- ملكة النار ازومي، شخصية في اسطورة كورا
- ازومي اوتشيها، شخصية في ناروتو شيبودن
- الدمية ازومي، شخصية في الدمية الخارقة ليكا تشان
- ازومي ميامورا، الشخصية الرئيسية في هوريميا
- ازومي يوكيتاكا، شخصية في هايكيو
- ازومي ناسي، شخصية في ما وراء الحدود
- ازومي ماكي، شخصية في زهرة والسيف المضيء
- ازومي اوريموتو (زوي اوريموتو بالنسخة الاجنبية), شخصية في ديجيمون فرونتير
- ازومي سيجاوا، شخصية في هاياتي الخادم المقاتل
- ازومي ريو (いずみ), شخصية في البحث عن القمر الكامل
- ازومي سانو (泉), شخصية في اليك يا من مملوء بالزهور
- ازومي ساواتاري (いずみ), شخصية في هو سيدي
- ازومي سينا (泉水), شخصية في مسرح الحب
- ازومي شيمومورا، شخصية في اجين
- ازومي تورايشي، شخصية في ستار ميو

### شخصيات لديها اسم العائلة هذا
- شينتشي ازومي (泉), البطل في سلسلة وحش طفيلي
- كوناتا ازومي (泉), بطلة النجم المحظوظ
- كوتا ازومي، شخصية في اكاديمية بطلي
- كوشيرو «ازي» ازومي، شخصية في مغامرات الديجيمون
- شيون ازومي، شخصية في غانتز
- اكو ازومي، شخصية في المعلم الساحر نيغيما!
- كاوري ازومي، شخصية في افضل مجلس طلابي
- هينا ازومي، شخصية في كامين رايدر OOO
- غاكو ازومي، شخصية في «فلنك بنك رامبل»
- كين ازومي، بطل تشارجمان كين!
- كاغورا ازومي، أحد الشخصيات الرئيسية من «ريشا سينتاي توكغير»
- ميتسوكي ازومي وايوري ازومي، أعضاء Idolish7 من Idolish7
- ساغيري ازومي، البطلة في «ارومانجا سينسي»